# Curtisella costaricensis
Curtisella costaricensis är en stekelart som beskrevs av Marsh 2002. Curtisella costaricensis ingår i släktet Curtisella och familjen bracksteklar. Inga underarter finns listade i Catalogue of Life.